# Kapituła prowincjalna
Kapituła prowincjalna − w ruchu franciszkańskim ciało kolegialne składające się z zakonników powołanych do zajęcia się ważnymi sprawami konkretnej prowincji zakonnej, jak. np. wybór ministra prowincjalnego i zarządu prowincji, czy też podjęcie koniecznych reform życia wspólnego.
Zgodnie ze Statutami Generalnymi kapituła prowincjalna jest instytucją najwyższej wagi dla porządkowania życia i misji braci w prowincji lub kustodii. Należy ją odbywać co trzy lata.